# 一輪亭花蝶・松原勝美
一輪亭花蝶・松原勝美（いちりんていかちょう・まつばらかつみ）は、昭和期に活躍した日本の漫才師。
漫才（万歳）の母胎ともいわれる、軽口、仁輪加、落語のネタを取り入れた。
戦後は戎橋松竹が開場すると真っ先に出演、その後は旧うめだ花月に出演、勝美が先に没後は花蝶は細々と舞台に立った。

## メンバー
一輪亭 花蝶（1896年9月5日？ - 1973年11月23日）本名は広瀬文次郎。立ち位置は向かって右。
京都西陣の金銀細工職の息子。幼少から芸事が好きで天狗連で一座を組んで毎夜落語をやった。同じ一座には後の2代目桂春團治がいた。師匠不明だが桂文蝶の名で初舞台。6年ほど落語修業をしたが衰亡の危機にあった当時の上方落語だけに良い出番を貰えず落語を諦め、仁輪加の2代目一輪亭花咲（本名：太刀末蔵）の門下になった。長らく兄である三遊亭川柳とコンビを組んで若手コンビとして売り出し中のさなかに、川柳が召集され補充兵の輜重訓練を受けたが、手違いで砲兵隊に配属され上海まで趣いたが役立たずで3ヶ月後に帰国、後に再び召集され戦死し、その後に勝美と組む。勝美死後は佐々洋二郎（林正二郎）と短期間組んだが、勝美の後を追うように死去した。川柳とはSPレコードも残している。

松原 勝美（1907年 - 1967年3月1日）本名は松原克巳。立ち位置は向かって左。
住職の息子。最初、師匠不明だが落語家で桂枝香という。漫才に転じ荒川千成の門下で荒川千坊を名乗る。その後、松原勝美と改名。次々コンビを変えた。荒川勝美を名乗った事もある。
妻は角座などの劇場でお茶子をしていた松原くら。
1967年3月1日、うめだ花月の初日に出演するため、自宅を出る直前に脳溢血で倒れ死去。59歳没。